# Polystalactica maculipennis
Polystalactica maculipennis är en skalbaggsart som beskrevs av Moser 1913. Polystalactica maculipennis ingår i släktet Polystalactica och familjen Cetoniidae. Inga underarter finns listade i Catalogue of Life.